# Władysław Kotlarski

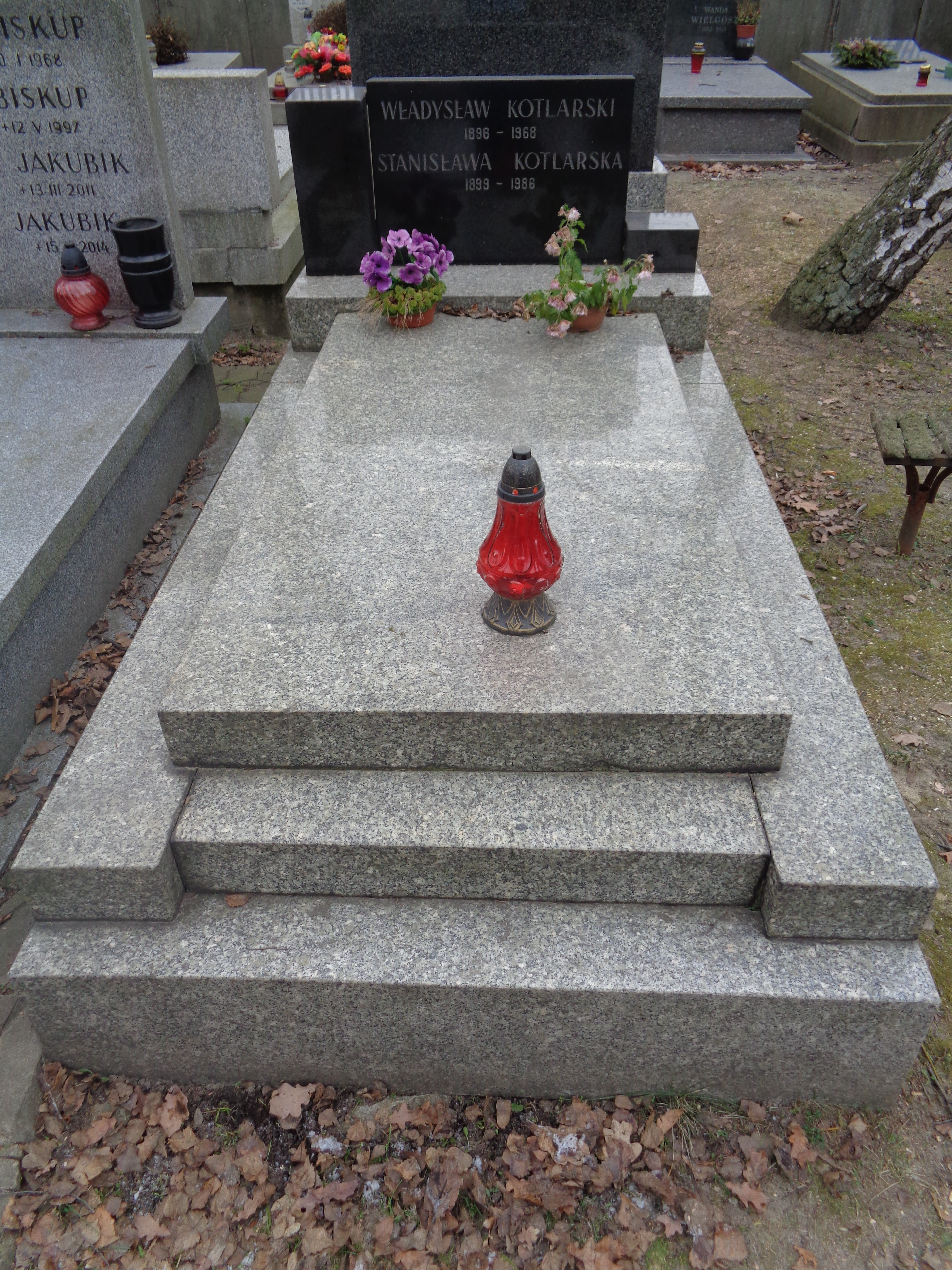
Grób Władysława Kotlarskiego na cmentarzu wojskowym na Powązkach

Władysław Jan Kotlarski pseud. Wańka (ur. 23 czerwca 1895 w Radzyminie, zm. 24 stycznia 1968 w Warszawie) – działacz polskiego i radzieckiego ruchu komunistycznego, urzędnik, polityk.
Po ukończeniu 3 klas szkoły podstawowej terminował u piekarza, w 1912 wstąpił do Socjaldemokratycznego Związku Robotników Przemysłu Mącznego. W 1915 wcielony do rosyjskiej armii, w styczniu 1917 aresztowany za antywojenną agitację i skazany na 2 lata twierdzy w zawieszeniu. Od maja 1917 członek komitetu żołnierskiego kompanii sztabowej, później również Rady Delegatów Żołnierskich 26 Mohylewskiego pułku strzelców, w sierpniu 1917 wstąpił do SDPRR(b), organizował w kancelarii pułkowej powielanie i kolportaż bolszewickiej literatury. Delegat na zjazd V Korpusu, po rewolucji październikowej został szefem sztabu pułku i członkiem Trybunału Rewolucyjnego, współorganizował oddziały Czerwonej Gwardii z żołnierzy 26 pułku. W styczniu 1918 brał udział w walkach z armią Petlury pod Proskurowem i wkrótce potem w tworzeniu jednostek nowo powołanej Armii Czerwonej. W marcu 1918 wzięty do austriackiej niewoli, zbiegł, w sierpniu 1918 wrócił do kraju i osiadł w Łowiczu. W grudniu 1918 wcielony do WP, wkrótce aresztowany za prowadzenie agitacji komunistycznej wśród żołnierzy, zbiegł do Brodnicy, gdzie zamieszkał i pracował jako piekarz. Od kwietnia 1919 do maja 1920 więziony, po zwolnieniu pracował w warszawskiej piekarni i wstąpił do KPRP, w której w latach 1923–1924 był funkcjonariuszem KC; działał również w Związku Robotników Przemysłu Spożywczego w Polsce. Kilkakrotnie aresztowany i więziony, w grudniu 1924 na polecenie władz KPRP wyjechał do ZSRR pod nazwiskiem Włodzimierz Stolarow i pracował w Międzynarodówce Chłopskiej, a w latach 1932–1936 studiował w Akademii Przemysłu Spożywczego, po ukończeniu której został dyrektorem sowchozu w Humaniu. Później był kierownikiem zakładów spożywczych w Liwnach. W 1937 aresztowany i uwięziony, w 1945 zwolniony, po zwolnieniu wrócił do Polski, gdzie w latach 1945–1951 był instruktorem Wydziału Przemysłowego PPR/PZPR. Od 25 kwietnia 1951 podsekretarz stanu w Ministerstwie Przemysłu Rolnego i Spożywczego, a od 19 lipca 1956 do 16 marca 1957 Ministerstwie Przemysłu Spożywczego, od 1957 na emeryturze. Działacz ZBoWiD, przewodniczący Krajowej Komisji Weteranów Walk Rewolucyjnych 1905–1917 przy Zarządzie Głównym ZBoWiD. Był odznaczony m.in. Orderem Sztandaru Pracy I klasy i Orderem Czerwonego Sztandaru Pracy.
Pochowany na wojskowych Powązkach (kwatera D6-3-24).